# Уэлч, Флоренс
Флоренс Леонтин Мэри Уэлч (англ. Florence Leontine Mary Welch; род. 28 августа 1986, Камберуэлл, Большой Лондон) — английская певица и автор-исполнительница песен. Она является главной вокалисткой, лидером и автором песен инди-рок-группы Florence and the Machine, название которой нередко рассматривают, как её сценический псевдоним. Дебютный альбом Florence and the Machine, под названием Lungs, который был выпущен 17 января 2010 года, поднялся на верхнюю позицию в UK Albums Chart. В 2010 году Lungs получил награду Brit Award в номинации Best British Album. Второй студийный альбом группы Ceremonials, выпущенный в октябре 2011 года, взобрался на 1-е и 6-е место в чартах Великобритании и США соответственно. Третий альбом How Big, How Blue, How Beautiful, релиз которого произошёл в 2015, получил положительные отзывы от критиков и признание в английских и американских чартах. Четвёртый альбом группы High As Hope был выпущен 2018 году. В 2022 году группа представила свой пятый и последний на данный момент альбом Dance Fever.
В 2018 году Уэлч выпустила свой собственный сборник стихов и поэм Useless Magic, включающий красочные иллюстрации.

## Биография
Родилась 28 августа 1986 года в Лондоне. Детство Флоренс прошло в Камберуэлле на юге Лондона; она была старшей из трёх детей в семье. Её мать Эвелин Уэлч — профессор Колледжа Королевы Марии в Лондоне, специалист по эпохе Ренессанса. Отец Ник Уэлч — исполнительный директор рекламного агентства. Когда Флоренс было 14 лет, родители разошлись, каждый создал свою семью, но они сохранили хорошие отношения и продолжали воспитывать детей.
Одним из ранних «музыкальных» впечатлений будущей певицы было воспоминание о танцах под Rolling Stones на сундуке, в котором отец хранил коллекцию пластинок. Первые занятия по вокалу она начала проводить дома, подпевая Нине Симон и Дасти Спрингфилд, тренируя диапазон выполнением оперных арий.
Флоренс начала заниматься музыкой в одиннадцать лет, учась в частной Alleyn School, где познакомилась с участниками джазового коллектива Ashok. В 18 лет поступила в Камберуэллский колледж искусств, где пела в двух группах: The Fat Kid и Team Perfect. В 2007 году Флоренс образовала группу Florence and the Machine.

## Достижения и критика
Начав с песен в жанре инди-фолк/поп с элементами готики, Флоренс Уэлч постепенно обогатила свой песенный арсенал крайне разнообразными элементами. Её стали называть прямой наследницей Кейт Буш и Бьорк. В творчестве Уэлч отмечались также оттенки, характерные для Тома Уэйтса и Ника Кейва.
В 2010 году обозреватель журнала «Q» назвал Флоренс Уэлч «действующей британской королевой эксцентричности», отметив, что всё в ней напоминает XIX век".

## Особенности характера и проблемы со здоровьем
Флоренс утверждает, что с детства видела призраков. В десятилетнем возрасте она так боялась вампиров и оборотней, что предпочитала спать в одной постели с младшей сестрой Грейс. При этом певица не считает, что обладает экстрасенсорными способностями: «Думаю, у меня просто богатое воображение», — говорила она в интервью для журнала «Q», добавляя при этом, что из-за этого испытывает серьёзные проблемы со сном: «Моя комната полна призраками. Наверное, я и свою голову заполонила призраками: иногда меня пугает то, что в ней происходит».
Одно из таких видений явилось ей вечером в лесу в Кёльне, в ходе концертных гастролей в Германии, в тот момент, когда она, в отчаянии от неудачной поездки, подумывала о том, чтобы покончить с музыкой навсегда. Призрак покойной бабушки призвал певицу «продолжить эту… чудесную карьеру во что бы то ни стало». Некоторые персонажи из тех, что являлись Флоренс в видениях (например, «одноглазая девушка со множественными ранениями», которую она считает «реальной»; юноша-американец с фотоснимка 1930-х годов, в которого она «влюбилась») становились героями песен Florence and the Machine.
В прессе появлялись сообщения о том, что Флоренс Уэлч с детства страдает дислексией и диспраксией: она испытывает трудности в оценке пространственных параметров. Однажды, придя в студию, она в буквальном смысле слова прошла через стеклянные двери, нанеся себе многочисленные порезы. На церемонии вручения BRIT Awards, где альбом Lungs победил в номинации «Альбом года», самым трудным для неё оказалось спуститься на сцену по лестнице. В интервью «Daily Telegraph», отвечая на вопрос корреспондента относительно дислексии, лёгкой формы аутизма, и диспраксии, упомянутых в Википедии, певица заявила: «О Боже, такой вопрос мне задают впервые. Дислексия есть в лёгкой форме, но… Это все лишь доказывает, что написать можно что угодно, не так ли?».

## Поддержка Украины
В марте 2022 года Флоренс выразила поддержку Украине, которая сильно пострадала от российского вторжения во время Российско-Украинской войны. Все музыкальные видео на синглы с альбома Dance Fever группы Florence + the Machine были сняты в Киеве, столице Украины. Флоренс написала в своем Твиттере: «Две танцовщицы с этого видео в настоящее время прячутся в укрытии. Моим смелым и красивым сёстрам Марине и Анастасии. Я люблю вас. Хотела бы я иметь возможность обнять вас. Сил Вам». Также она поделилась статьей о том, как помочь Украине.

## Дискография
- Lungs (2009)
- Ceremonials (2011)
- How Big, How Blue, How Beautiful (2015)
- High as Hope (2018)
- Dance Fever (2022)
- Everybody Scream (2025)

## Избранная фильмография
| Год  |   | Русское название | Оригинальное название | Роль              |
| ---- | - | ---------------- | --------------------- | ----------------- |
| 2011 | с | Сплетница        | Gossip Girl           | в роли самой себя |